# Silvino Gurgel do Amaral
Sylvino Gurgel do Amaral (* 10. Dezember 1874 in Fortaleza; † 13. Januar 1961 in Rio de Janeiro) war ein brasilianischer Diplomat.

## Leben
Sylvino Gurgel do Amaral war der Sohn von Eulália Ramos de Barros und José Avelino Gurgel do Amaral.
Nach einem Wettbewerb wurde Amaral am 2. Januar 1896 zum Gesandtschaftssekretär zweiter Klasse in Sankt Petersburg ernannt, wo er bis zum 5. November 1896 tätig war. Mit Verfügung vom 15. Oktober 1896 wurde er nach Madrid beordert und am 23. Januar 1897 akkreditiert. Dort versah er seinen Dienst bis zum 31. Dezember 1897 und wurde dann am 1. April 1898 nach London versetzt. Anschließend war er vom 3. April 1898 bis zum 5. März 1899 als Geschäftsträger in Montevideo tätig. Mit Weisung vom 15. Dezember 1898 wurde er wieder nach London abgeordnet, wo er vom 26. Mai 1903 bis zum 5. April 1905 seinen Dienst versah. 
Im Zeitraum zwischen 1901 und dem 27. Januar 1903 wurde Amaral in Rio de Janeiro eingesetzt und ein Jahr später in Buenos Aires zum Gesandtschaftssekretär erster Klasse befördert. Vom 28. April 1905 bis zum 3. April 1909 wurde er nach Washington, D.C. versetzt, wo er als Geschäftsträger tätig war und am 21. Februar 1907 zum Gesandtschaftsrat ernannt wurde. Schließlich übernahm er vom 4. Mai 1911 bis zum 17. April 1912 das Amt des Geschäftsträgers in Madrid.
Mit Dekret vom 25. Mai 1911 wurde er zum Minister Resident in Bogotá ernannt, trat das Amt aber nicht an, sondern wurde vom 1. März 1912 bis zum 27. März 1913 erneut nach Rio de Janeiro beordert. Anschließend wurde er bis zum 14. März 1915 als außerordentlicher Gesandter und Ministre plénipotentiaire zunächst in Asunción, dann bis zum 10. August 1916 in Den Haag und anschließend bis zum 11. April 1917 in Berlin eingesetzt. Nachdem am 11. April Brasilien dem Deutschen Reich den Krieg erklärt hatte, wurde Amaral vom 11. bis zum 30. April 1917 nach Bern beordert, wo er bis zum 29. August 1922 tätig war.
Schließlich wurde Amaral von 1922 bis zum 24. Dezember 1924 als Botschafter zunächst nach Santiago de Chile sowie von 1924 bis 1930 nach Washington D.C. versetzt. Mit präsidialem Dekret vom 27. Mai 1927 wurde er zum Sondergesandten zu den Feierlichkeiten der Unabhängigkeit Perus vom 27. bis 30. Mai 1927 ernannt. Von 9. Juni 1931 bis 11. August 1934 war er noch außerordentlicher und bevollmächtigter Botschafter in Tokio.

## Veröffentlichungen
- Ensaio sobre a vida e obras de Hugo Groot[5]